# NGC 5593

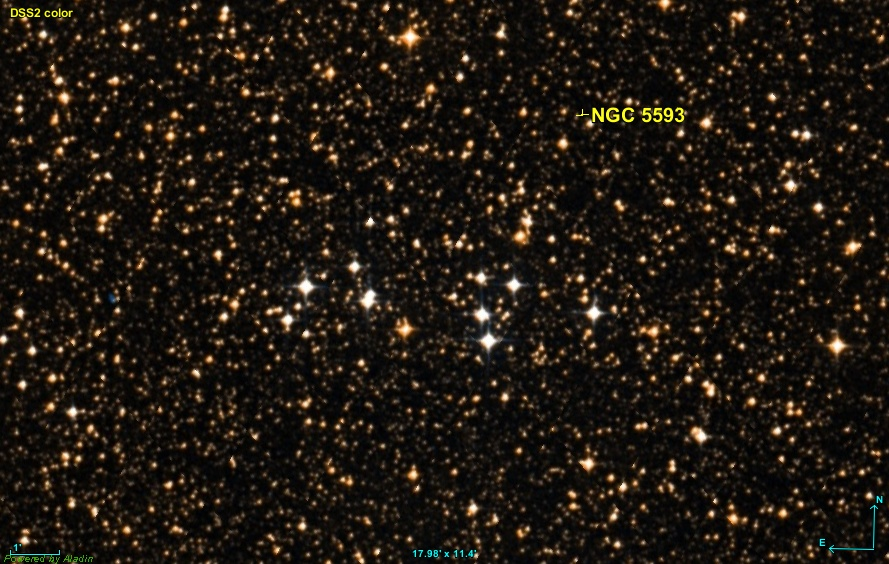
Фотография Скопления

NGC 5593 (другие обозначения — OCL 926, ESO 175-SC8) — рассеянное скопление в созвездии Волк.
Этот объект входит в число перечисленных в оригинальной редакции «Нового общего каталога».